# Eupithecia spissilineata
Eupithecia spissilineata is een vlinder uit de familie spanners (Geometridae). De wetenschappelijke naam is voor het eerst geldig gepubliceerd in 1846 door Metzner.
De soort komt voor in Europa.